# Kantatie 73
Pour les articles homonymes, voir Route 73.
La route principale 73 (en finnois : Kantatie 73) est une route principale allant de Kontiolahti à Nurmes en Finlande.

## Description
La route principale 73 circule à l'est du Pielinen.
Le tronçon de la route 73 entre Lieksa et Nurmes fait également partie de la route touristique bien connue, la voie de la poésie et de la frontière.

## Parcours
La route parcourt les municipalités suivantes :
- Kontiolahti
- Joensuu
- Lieksa
- Nurmes

| Distances       |         |             |     |        |        |
| (Km)            | Joensuu |             |     |        |        |
| Kontiolahti     | 14      | Kontiolahti |     |        |        |
| Eno             | 33      | 19          | Eno |        |        |
| Lieksa (st 524) | 98      | 84          | 65  | Lieksa |        |
| Nurmes          | 154     | 140         | 121 | 56     | Nurmes |